# Раи
Раи Соуза Виера де Оливеира, по-известен само като Раи, е бразилски футболист, полузащитник. Той е по-малкият брат на легендарния бразилски футболист Сократеш.
Раи постига своите най-значими успехи с екипа на френския Пари Сен Жермен, с който през 90-те години на 20. век успява да спечели Купа на носителите на купи, титла на Франция, две Купи на Франция и две Купи на Лигата. Той е част от националния отбор на Бразилия, който става шампион на Световното първенство по футбол в САЩ през 1994.

## Спортна кариера
Раи започва своята футболна кариера в школата на местния Ботафого (Сао Пауло), където постъпва през 1981 г. След като изиграва един пълен сезон с екипа на родния си клуб, последван от кратък престой в Понте Прета, Раи бива привлечен в гранда Сао Пауло през 1987 г. Той бързо се превръща в основен играч в новия си тим, с който под ръководството на Теле Сантана успява да спечели Копа Либертадорес през 1992 г. Две години по-късно Раи извежда с капитанската лента „Селесао“ в първите мачове от Световното първенство в САЩ през 1994 г., но в следгруповата фаза лентата е поверена на Карлош Дунга, а Раи изиграва едва няколко минути до края на турнира.
През 1993 г. Раи е трансфериран във френския ПСЖ за сумата от 4,6 млн. долара. В първия си сезон с екипа на „парижани“ бразилецът остава в сянката на своя сънародник Валдо, но в последвалите години бързо успява да се превърне в незаменим играч и капитан на ПСЖ, с който през 1996 г. успява да завоюва Купата на носителите на купи, побеждавайки на финала Рапид Виена. Снажният бразилски футболист изпъква не само с отличните си качества на плеймекър, но също така и като превъзходен изпълнител на дузпи, славейки се с едва два пропуска от бялата точка в официални мачове по време на цялата си спортна кариера.
В края на своя престой във Франция, Раи решава да завърши своята кариера в Бразилия, подписвайки за две години с местния Сао Пауло. В последния си мач на Парк де Пренс с екипа на ПСЖ бразилецът е изпратен от феновете на тима с бурни аплодисменти, а той самият прави почетна обиколка на стадиона със сълзи в своите очи. Равносметката е 215 мача за парижкия клуб, с който Раи печели една шампионска титла на Франция (1994 г.)., две Купи на Франция (1995 и 1998 г.), две Купи на Лигата (1995 и 1998 г.) и една Купа на носителите на купи през 1996 г.
Раи слага край на своята спортна кариера през 2000 г.

## Извънспортни дейности
През 1998 г. Раи основава съвместно със своя бивш съотборник в ПСЖ Леонардо фондацията Gol de Lettra. Тя има за цел да подпомага деца и младежи в неравностойно положение в бедняшките райони на Бразилия.
В периода 2006-2007 г. той е назначен от Пари Сен Жермен за посланик на клуба в Южна Америка.
На 13 декември 2013 г. Раи е награден лично от президента на Франция Франсоа Оланд с френския Орден на почетния легион.